# 吕莫库尔
吕莫库尔（法語：Rumaucourt，法語發音：[ʁymokuʁ]）是法国上法蘭西大區加来海峡省的一个市镇，属于阿拉斯区。

## 地理
吕莫库尔（50°14'32"N, 3°3'34"E）面积5.51 平方千米，位于法国上法蘭西大區加来海峡省，该省份为法国北部沿海省份，西北濒北海，南至索姆省，东临北部省。
与吕莫库尔接壤的市镇（或旧市镇、城区）包括：埃库尔圣康坦、巴拉勒、瓦西勒韦尔热、索希科希、索德蒙。

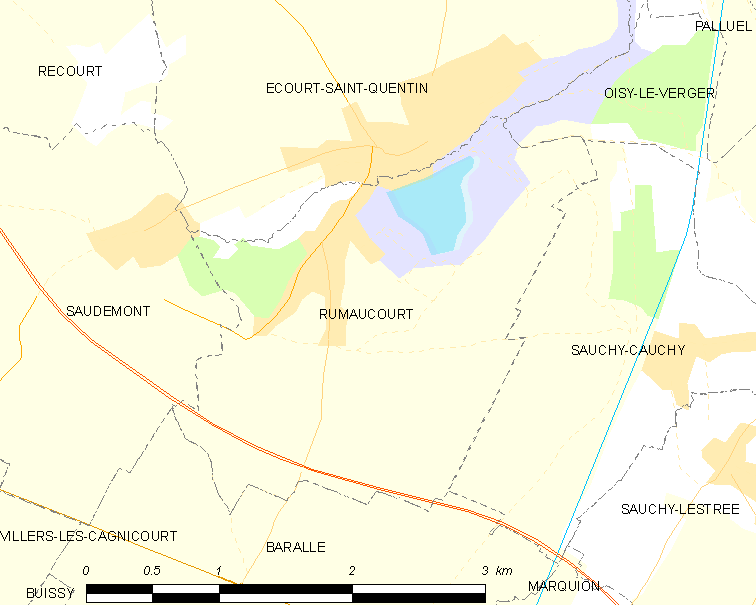
吕莫库尔的OSM定位图

吕莫库尔的时区为UTC+01:00、UTC+02:00（夏令时）。

## 行政
吕莫库尔的邮政编码为62860，INSEE市镇编码为62728。

## 政治
吕莫库尔所属的省级选区为巴波姆县。

## 人口

1962-2008年间吕莫库尔人口变化图示

吕莫库尔于2022年1月1日时的人口数量为696人。